# Municipio de Logan (condado de Phillips)
El municipio de Logan (en inglés: Logan Township) es un municipio ubicado en el condado de Phillips en el estado estadounidense de Kansas. En el año 2010 tenía una población de 637 habitantes y una densidad poblacional de 6,84 personas por km².

## Geografía
El municipio de Logan se encuentra ubicado en las coordenadas 39°42′15″N 99°34′53″O / 39.70417, -99.58139. Según la Oficina del Censo de los Estados Unidos, el municipio tiene una superficie total de 93.1 km², de la cual 93,08 km² corresponden a tierra firme y (0,03 %) 0,03 km² es agua.

## Demografía
Según el censo de 2010, había 637 personas residiendo en el municipio de Logan. La densidad de población era de 6,84 hab./km². De los 637 habitantes, el municipio de Logan estaba compuesto por el 99,37 % blancos, el 0,47 % eran de otras razas y el 0,16 % eran de una mezcla de razas. Del total de la población el 1,41 % eran hispanos o latinos.